# 松岡宏忠
松岡 宏忠（まつおか ひろただ）は、南海放送 (RNB) のアナウンサー。奈良県大和高田市出身。

## 人物
大学を卒業後、2005年に南海放送に入社。

## 担当番組
- 勇敢！勇次郎！ - 「どーも、松岡です」担当[1]
- おかえりテレビ - 中継リポーター[2]、キャスター[3]
- 愛！愛!! えひめ[4]
- Newsリアルタイムえひめ - キャスター
- News Ch.4 - キャスター
- サッカー魂〜週刊愛媛FC
- なんかいNEWS・なんかいNEWSファイナル